# 卡斯爾頓鎮區 (密歇根州)
卡斯爾頓鎮區（英語：Castleton Township）是位於美國密歇根州巴里縣的一個行政鎮區。

## 地方資料
卡斯爾頓鎮區的面積為92.60平方千米，當中陸地面積為90.60平方千米，而水域面積為2.00平方千米。根據2020年美國人口普查的數據，當地共有人口3471人，而人口密度為每平方千米37.48人。